# DZT Tymińscy
DZT Tymińscy is een Poolse fabrikant van auto-onderdelen, gevestigd in Baciki Średnie (district Siemiatycze). Sinds 2009 worden in Lublin auto's geproduceerd.
Het bedrijf werd in 1990 opgericht met de overname van de coöperatieve fabrieken in Siemiatycze waar de binnenbekleding voor de Polski Fiat 125p en onderdelen voor de FSO Polonez werden gemaakt. Op dit moment worden auto-onderdelen en -toebehoren voor meerdere fabrikanten gemaakt. In 2010 had het bedrijf ongeveer 170 medewerkers, daarvan ongeveer 80 in Lublin en een jaaromzet van meer dan 20 miljoen Złoty.

## Honker
Honker is het automerk van DZT Tymińscy en opereert sinds 2012 zelfstandig als Fabryka Samochodów Honker. De geschiedenis daarvan gaat terug tot het einde van de jaren 70 (FSR Tarpan). Sinds 1998 wordt de Honker 4x4 als opvolger van de Tarpan geproduceerd, die ook door het Poolse leger wordt gebruikt. Naast terreinwagens produceert het bedrijf ook kleine vrachtauto's tot 3,5 ton onder de naam Honker Cargo, een doorontwikkeling van de FSC Lublin.

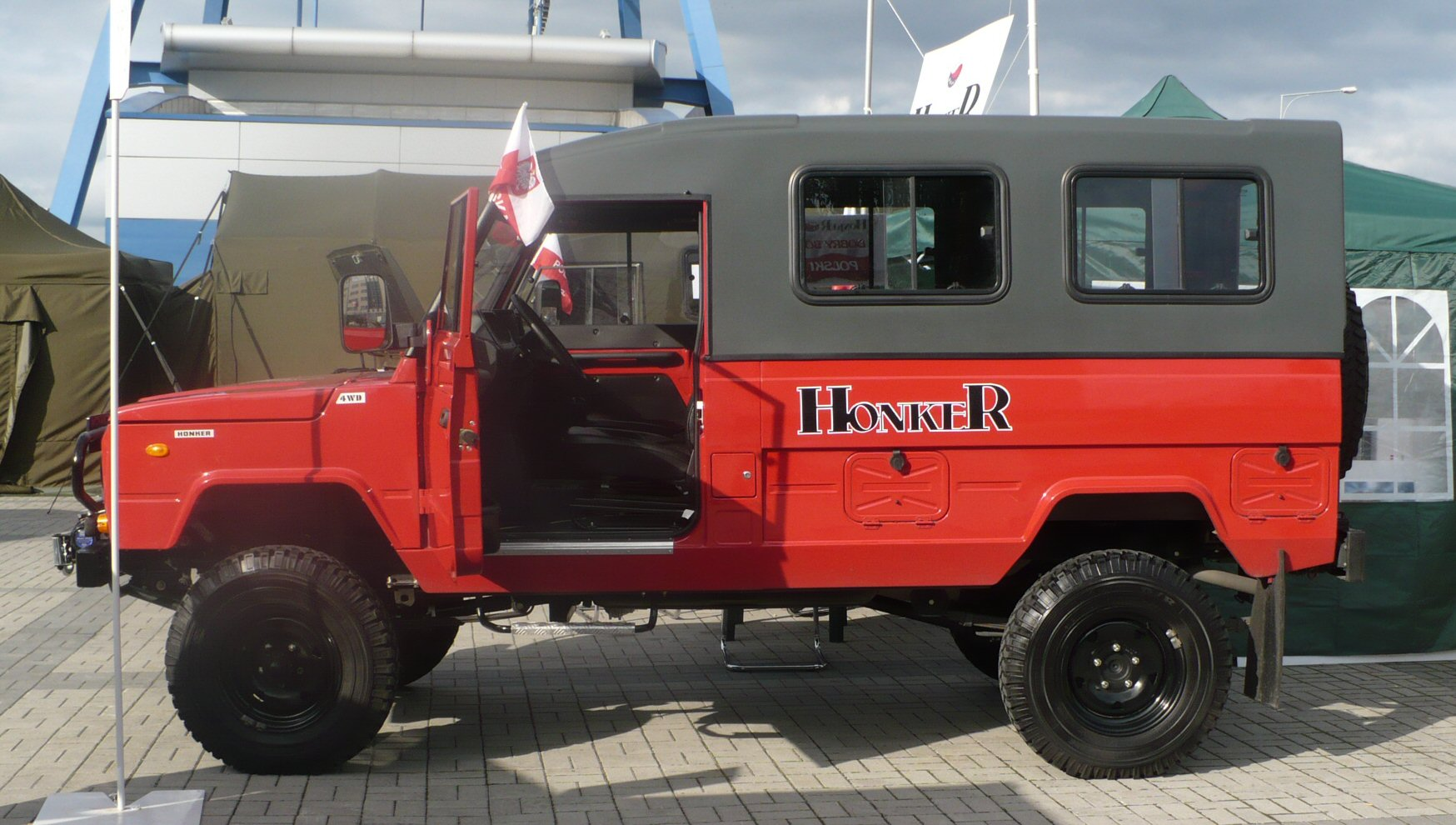
DZT Honker

In 2008 kocht DZT onderdelen van de fabrikant Fabryka Samochodów Ciężarowych (FSC), die de productie van de Honker in 1996 had overgenomen.